# Швидкоплинні місячні явища

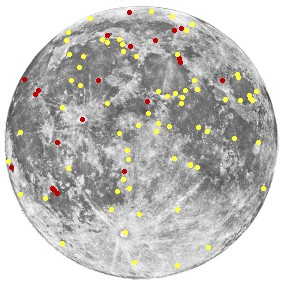
Ця карта, заснована на огляді 300 швидкоплинних місячних явищ, проведеному Барбара Міддлгерст і Патріком Муром, відображає приблизний розподіл спостережуваних подій. Події з червоним відтінком виділені червоним кольором, решта — жовтим.

Швидкоплинне місячне явище (ШМЯ) — це короткочасна зміна світла, кольору або зовнішнього вигляду певного об'єкта або місця на поверхні Місяця. Термін був вжитий Патріком Муром, співавтором Технічного звіту НАСА R-277 «Хронологічний каталог зареєстрованих місячних подій» (Chronological Catalog of Reported Lunar Events), опублікованого в 1968 році.
Збереглися свідчення про швидкоплинні явища на Місяці, яким щонайменше 1000 років. Деякі з них спостерігалися незалежно кількома різними свідками або авторитетними вченими. Проте більшість повідомлень про швидкоплинні місячні явища є невідтворюваними та не супроводжувалися належними контрольними експериментами, за допомогою яких можна було б виокремити гіпотези для пояснення їх походження.
Більшість вчених, які досліджують Місяць, впевнені, що швидкоплинні події, як-от виділення газів і утворення ударних кратерів, дійсно мали місце протягом часу існування Місяця. Суперечки точаться лише щодо частоти таких подій.

## Опис подій
Повідомлення про швидкоплинні місячні явища варіюються від туманних плям на поверхні Місяця до постійних змін місячного ландшафту. Камерон поділяє їх на такі класи:
- газоподібні, зокрема тумани та інші форми затемнення;
- почервоніння;
- зміна кольору на зелений, синій або фіолетовий;
- освітлення;
- потемнення.

Існує два великих каталоги швидкоплинних місячних явищ. Найсвіжішій із них містить 2254 події, починаючи з VI століття. Серед подій, які вважаються найбільш достовірними, принаймні третина припадає на околиці плато Аристарх.
Нижче описані найвідоміші історичні оповіді про швидкоплинні явища на Місяці.

### До 1700 року
- 18 червня 1178 року п'ять або більше ченців із Кентербері повідомили про зрушення на Місяці незабаром після заходу сонця.Був яскравий молодий місяць, і, як завжди в цій фазі, його роги нахилилися на схід; і раптом верхній ріг розколовся надвоє. З середини цього розколу вирвався полум'яний факел, що вивергав на значну відстань вогонь, розпечене вугілля та іскри. Тим часом тіло місяця, розташоване внизу, немовби здригнулося в тривозі, і, кажучи словами тих, хто розповідав мені про це і бачив це на власні очі, місяць пульсував, як поранена змія. Згодом він повернувся до свого нормального стану. Це явище повторювалося з десяток разів або й більше, полум'я навмання приймало різні звивисті форми, а потім поверталося до нормального стану. Після цих перетворень місяць від рогу до рогу, тобто по всій своїй довжині, набув чорнуватого кольору.Цей опис виглядає дивовижним, імовірно, через те, що його автор не розумів сутність астрономічних явищ[3][4]. У 1976 році Джек Гартунг припустив, що це є опис утворення кратера Джордано Бруно[en]. Однак новітні дослідження показують: дуже малоймовірно, що подія 1178 року була пов'язана з утворенням кратера Джордано Бруно або взагалі була справжнім швидкоплинним місячним явищем. Унаслідок зіткнення, яке залишило кратер аж 22 км завширшки, у космос були б викинуті мільйони тонн речовини Місяця. Це призвело б до безпрецедентно інтенсивного метеорного шторму на Землі впродовж принаймні тижня. У жодних відомих історичних записах, зокрема в кількох астрономічних архівах з усього світу, не знайдено згадок про настільки потужний шторм[5]. З огляду на це існує підозра, що група монахів — єдині відомі свідки події — побачила атмосферний вибух метеора, який летів прямо в їхній бік, і його положення на небі випадково збіглося з набагато віддаленішим Місяцем[6].
- 26 листопада 1540 року між Морем Ясності і Морем Дощів помічене швидкоплинне явище. Ця подія зображена на сучасній дерев'яній гравюрі[7].

### 1701—1800 роки
- Увечері 16 серпня 1725 року італійський астроном Франческо Б'янкіні[en] побачив смугу червоного світла на дні кратера Платон: «схожу на стрічку, що тягнеться прямо від одного кінця до іншого» вздовж великої осі еліпса кратера[8].
- У ніч на 19 квітня 1787 року британський астроном Вільям Гершель помітив три червоні сяючі плями на темному боці Місяця[9][10]. Він повідомив про свої спостереження короля Георга III та інших астрономів. Гершель пояснив це явище виверженням вулканів і вважав, що яскравість найяскравішого з трьох перевищує яскравість комети, відкритої 10 квітня того ж року. Його спостереження були зроблені під час полярного сяйва над Падуєю (Італія)[11]. Полярне сяйво далеко на південь від полярного кола було рідкісно активним. Спостереження Гершеля відбулися за кілька днів до того, як кількість сонячних плям досягла піку в травні 1787 року.
- У грудні 1787 року мальтійський спостерігач на ім'я д'Ангос побачив сяючу точку[12].
- 26 вересня 1789 року німецький астроном Йоганн Єронім Шрьотер[de] помітив цятку світла біля східного підніжжя місячних Альп. Її було видно на нічному боці Місяця, і неозброєним оком вона виглядала як зоря 5-ї зоряної величини[13].
- 15 жовтня 1789 року той же Й. Є. Шрьотер спостерігав два яскраві спалахи світла, кожен із яких складався з багатьох окремих маленьких іскор. Вони з'явилися на нічному боці Місяця поблизу кратера Платон і в Морі Дощів[14].
- У 1790 році сер Вільям Гершель бачив одну або кілька зореподібних об'єктів на Місяці під час його затемнення[12].
- 1–2 листопада 1791 року Шрьотер помітив чашоподібний кратер Посідоній А на дні кратера Посідоній без внутрішньої тіні[15].
- У 1794 році поширилося повідомлення про можливість побачити вулкан на Місяці неозброєним оком[16].

### 1801—1900 роки
- Між 1830 і 1840 роками німецький астроном Йоганн Генріх фон Медлер спостерігав об'єкт яскравого червонуватого відтінку на схід від кратера Ліхтенберг[en] в Океані Бур[17]. Див. також нижче спостереження Баркрофта в 1940 році, Хааса в 1941-му, Баума в 1951-му та Хілла в 1988-му.
- 24 листопада 1865 року Вільямс і ще двоє людей упродовж 1,5 годин спостерігали чітку яскраву пляму, схожу на зорю 8-ї зоряної величини, на темній стороні поблизу кратера Карліні[en] в Море Дощів[18].
- У 1866 році досвідчений спостерігач і картограф Місяця Й. Ф. Юліус Шмідт заявив, що кратер Лінней[en] змінив свій вигляд. Ґрунтуючись на кресленнях, зроблених раніше Шрьотером, а також на особистих спостереженнях і малюнках, зроблених між 1841 і 1843 роками, він заявив, що кратер «під час косого освітлення взагалі не видно»[19] (виділено ним), тоді як на в умовах високої освітленості його було видно як яскраву пляму. Ґрунтуючись на повторних спостереженнях, він далі заявив, що «Лінней ніколи не можна побачити за жодного освітлення як кратер нормального типу» і що «відбулася локальна зміна». Нині Лінней видно як звичайний молодий ударний кратер діаметром приблизно 2,4 км.
- 4 січня 1873 року французький астроном Етьєн Леопольд Трувело спостерігав кратер Кант[en], який був «наповнений туманом»[20].
- 31 серпня 1877 року англійський астроном-любитель Артур Стенлі Вільямс[en] помітив якесь фосфоресцентне світіння на затіненій південній частині огородженої рівнини кратера Платон[21].
- 6—7 серпня 1881 року німецький астроном Герман Йозеф Кляйн спостерігав область кратерів Аристарх і Геродот і помітив сильний фіолетовий відблиск із якимось туманом[22].
- 27 березня 1882 року Артур Вільямс побачив поверхню кратера Платон під час сходу Сонця, яка «сяяла дивним молочним світлом»[23].
- 3 липня 1882 року кілька жителів міста Лебанон (Коннектикут) спостерігали два пірамідальних сяючих виступи на верхньому краї Місяця. Виступи не були великими, але надавали Місяцю вигляду «рогатої сови чи голови англійського бультер'єра»[24].
- 19 лютого 1885 року Грей побачив, як маленький кратер біля більшого кратера Геркулес[en] світився тьмяно-червоним «з яскравим контрастом»[25].
- 21 лютого 1885 року Нопп спостерігав червоні плями в кратері Кассіні[25].
- У 1887 році французький астроном-любитель і селенограф Казимир Марі Годібер[fr] помітив тимчасову білу пляму в центральній частині кратера Геродот[26].
- У 1892 році американський астроном Едвард Емерсон Барнард виявив чашу кратера Фалес[en], заповнену сяючою імлою[27].
- У 1891—1897 роках американський астроном Вільям Генрі Пікерінг робить ескізи ймовірного викиду пари з кратера Шрьотер[en][28].
- На фотографії, зробленій 26 серпня 1898 року паралельно обрію, опинився невеликий чашоподібний кратер Посідоній С на дні кратера Посідоній як яскрава пляма без тіні, хоча термінатор (лінія розділення дня й ночі) був поруч[29].

### 1901—1950 роки
- На фотографії, зробленій 30 вересня 1901 року паралельно обрію, чашоподібний кратер Посідоній С зображено як витягнуту яскраву пляму без тіні, хоча фотографія була зроблена незадовго до заходу сонця в кратері Посідоній[29].
- У 1902 році французький астроном Альбер Шарбоно (Albert Charbonneaux), використовуючи 33-дюймовий телескоп-рефрактор Медон у Паризькій обсерваторії, помітив невелику білу хмару на захід від кратера Теетет[en][30].
- У 1905 році німецький астроном Фрідріх Симон Архенгольд[de] спостерігав яскраву пляму в місці розташування чашоподібного кратера Посідоній C на дні кратера Посідоній[31].
- 19 травня 1912 року австрійський астроном і піонер ракетної техніки Макс Вальє помітив невелику червону ділянку, що світилася на нічній стороні Місяця[25].
- У січні 1913 року Вільям Генрі Пікерінг спостерігав останнє із серії вивержень якоїсь білої речовини в кратері Ейммарт[en][32].
- 15 червня 1913 року британський інженер-будівельник і астроном Вільям Мо[en] спостерігав «маленьку червонувату пляму» в кратері Саут[33].
- 22 лютого 1931 року Джулія спостерігала червонувате світіння в кратері Аристарх. Того ж року в тому ж місці британський бізнесмен і астроном-любитель Волтер Гудакр[en] і (?), а також Персі Моулсворт[en] (1867—1908) спостерігали блакитний «відблиск»[25].
- 17 червня 1931 року Н. Дж. Гіддінгс (N.J. Giddings) і його дружина спостерігали незвичайні спалахи світла (блискавкоподібні явища) на нічній стороні Місяця[34].
- 2 серпня 1939 року британський спостерігач за Місяцем Патрік Мур помітив, що внутрішню деталь рівнини дна кратера Шіккард, оточеної стінами, сховав великий туман[27].
- У 1940 році американський астроном-любитель Девід Баркрофт (David P. Barcroft, 1897—1974) спостерігав яскраве червонувато-коричневе забарвлення поблизу кратера Ліхтенберг[en] в Океані Бур[17]. Див. також вище спостереження Медлера між 1830 і 1840 роками, Баума в 1951 році та Гілла в 1988 році.
- 10 липня 1941 року американський астроном-любитель Уолтер Гаас помітив рухому крапку білого світла біля кратера Ганстін у південній частині Океану Бур[35].
- За свідченням уельського інженера та астронома-любителя Г'ю Персі Вілкінса, 31 серпня 1944 року дно огородженої рівнини кратера Шиккард було вкрито туманом. Деякі розташовані в ньому менші кратери, зазвичай добре затінені, виділялися білими плямами під променями сонця, що перебувало низько над горизонтом[27].
- 30 січня 1947 року Гарольд Гілл спостерігав аномальну відсутність тіні від головної вершини в центральній гірській групі кратера Ератосфен[36].
- 15 квітня 1948 року Ф. Торнтон, використовуючи 9-дюймовий рефлектор, спостерігав кратер Платон і помітив невеликий, але яскравий спалах світла, який він описав як дуже схожий на спалах зенітного снаряда, що розривається в повітрі на відстані приблизно десять миль. За кольором він жовтий, ближче до помаранчевого[37].
- 20 травня 1948 року британський астроном-любитель Річард М. Баум помітив червонувате світіння на північний схід від кратера Філолай, за яким він спостерігав протягом 15 хвилин, перш ніж воно зникло з поля зору. Через три роки він спостерігав інше червоне світіння на захід від кратера Ліхтенберг[en][38].
- 10 лютого 1949 року Ф. Торнтон за допомогою 18-дюймового рефлектора спостерігав за головою Кобри в Долині Шрьотера[en] та зафіксував «клубок білуватої пари, що приховувала деталі на відстані кількох миль у цьому районі»[27].
- У листопаді 1949 року, а також у червні та липні 1950 року Бартлетт (Bartlett) помітив білу пляму в центральній частині кратера Геродот[26].

### 1951—1960 роки
- У 1951 році Річард Маєр Баум (Richard Myer Baum, 1930—2017) спостерігав регіони поблизу кратера Ліхтенберг[en] в Океані Бур і повідомив про рожеве забарвлення, яке деякий час зберігалося, а потім зникало[17]. Див. також спостереження Дж. Медлера між 1830 та 1840 роками, Баркрофта в 1940 році та Гілла в 1988 році.
- 15 листопада 1953 року доктор Леон Стюарт (Dr. Leon Stuart) сфотографував спалах на Місяці приблизно в 10 милях на південний схід від кратера Паллада[en]. Тривалість спалаху становила 8—10 секунд. За словами Бонні Буратті[en], координати об'єкта, що впав, становлять 3,88° широти / 357,71° довготи.
- 11 травня 1954 року Пітер Кеттермол (Peter Cattermole) спостерігав зникнення центральних гір кратера Ератосфен, хоча навколишні деталі залишалися чітко видимими[27].
- У 1954 році Патрік Мур виявив дивні промені, що перетинають кратер Гельмгольц[en][39].
- 25 червня 1955 року альпініст і астроном-любитель Аксель Фірсофф[en] спостерігав слабкий туман у кратері Теофіл[en][27].
- 15 липня 1955 року Фірсофф (V.A. Firsoff) спостерігав кратер Геродот, який мав «псевдоцентральний пік», що відкидав тінь[40].
- 16—17 січня 1956 року Роберт Майлз із Вудленда (Каліфорнія), помітив спалах білого або яскраво-блакитного світла на схід від Моря Криз[41].
- 2 листопада 1958 року російський астроном Микола Козирєв спостерігав півгодинне «виверження», яке відбулося на центральній вершині кратера Альфонс за допомогою 48-дюймового (122-см) телескопа-рефлектора, обладнаного спектрометром. Протягом цього часу отримані спектри показали наявність яскравих смуг випромінювання газу, викликаних молекулами C2 і C3[42]. Під час показу своєї другої спектрограми він помітив «відчутне збільшення яскравості центральної області та незвичайний білий колір». Потім «раптом яскравість почала зменшуватися», і отриманий спектр став нормальним.
- 19 листопада 1958 року Раймонд Дж. Стайн (Raymond J. Stein) із Ньюарка спостерігав зміну тіні кратера Аль-Бітруджі[43].
- 23 грудня 1958 року грецькі спостерігачі за Місяцем помітили зеленувате забарвлення кратера Шіккард[44].

### 1961—1970 роки
- 29 жовтня 1963 року двоє картографів Центру аеронавігаційних карт та інформації, Джеймс Кларк Грінакр (James Clarke Greenacre) та Едвард Барр (Edward M. Barr)[45] у Ловеллівській обсерваторії у Флагстаффі (Аризона) вручну зафіксували дуже яскраві об'єкти червоного, оранжевого та рожевого кольорів на південно-західній стороні Голови кобри — пагорба на південний схід від місячної Долини Шрьотера[en], а також на південно-західному внутрішньому краї кратера Аристарх[46][47]. Ця подія викликала серйозну зміну ставлення до звітів щодо ШМЯ. Віллі Лей[en] зазначив:Першою реакцією в професійних колах, природно, було здивування, після чого позиція змінилася на вибачливу. Вибачення були адресовані давно померлому великому астроному серові Вільяму Гершелю[48].У нотатці Вініфреда Кемерона[en] (1978, серійний номер події 778) зазначено:Це та їхні листопадові спостереження започаткували нинішній інтерес до спостережень за Місяцем[49].Достовірність їхніх висновків ґрунтувалася на взірцевій репутації Грінакра як бездоганного картографа, а не на якихось фотографічних доказах.
- У ніч з 1 на 2 листопада 1963 року, через кілька днів після явища, яке спостерігав Грінакр, в Обсерваторії Пік-дю-Міді[ru] у французьких Піренеях Зденєк Копал[50] і Томас Рекхем (Thomas Rackham)[51] зробили перші фотографії «широкої зони місячного свічення»[52]. Його стаття в журналі Scientific American перетворила це спостереження на одну з найбільш розрекламованих подій ШМЯ[53]. Копал, як і інші, стверджував, що причиною такого явища можуть бути високоенергійні сонячні частинки[54].
- 16 липня 1964 року член AAVSO Томас Крегг (Thomas A. Cragg, 1927—2011) спостерігав «тимчасовий пагорб, що відкидав тінь» діаметром 3 км на південний схід від кратера Росс D у Морі Спокою[27].
- 15 листопада 1965 року співробітники Trident Engineering Associates, Inc. у місті Аннаполіс (штат Меріленд), спостерігали за допомогою пристрою Moon-Blink кольорове явище, яке тривало щонайменше чотири години[55].
- 30 квітня та 1 травня 1966 року Пітер Сарторі (Peter Sartory), Патрік Мур, П. Рінгсдор (P. Ringsdore), Т. Мозлі (T.J.C.A. Moseley) та П. Г. Корван (P.G. Corvan) спостерігали клиноподібний червонуватий об'єкт на східному боці дна кратера Гассенді[en][56].
- У 1967 році Т. Мозлі (T.J.C.A. Moseley) з Обсерваторії Арма зафіксував спалах у районі кратера Паррот[en][16].
- У 1968 році Дж. МакКоннелл (J.C. McConnell) повідомив, що північно-східна стіна кратера Посідоній здавалася туманною та затемненою; решту кратера було добре видно[12].
- 13 квітня 1968 року під час місячного затемнення Вініфред Кемерон[en] зі Центру космічних польотів імені Ґоддарда помітив на Місяці велику кількість зореподібних точок. Їх бачила також інша група спостерігачів[16].
- К. Е. Чілтон (K.E. Chilton):Іноді світло на Місяці поляризується. У ніч на 18 вересня 1968 року я спостерігав кратер Гаусс через поляризаційний фільтр, щоб зменшити відблиски. Східної стіни кратера не було видно; коли фільтр обертався, з'являлася стіна, яка вказувала на те, що область відбивала поляризоване світло. Хоча після цього ту саму ділянку досліджували, це явище більше не було помічено[16].
- 31 жовтня 1968 року К. Е. Чілтон (K.E. Chilton) спостерігав червоне світіння в кратері Ератосфен. Воно тривало 5—6 хвилин, а потім зникло[16].
- Під час місії «Аполлон-11» у липні 1969 року ЦУП у Г'юстоні по радіо зв'язався з екіпажем:У нас є спостереження, яке ви можете зробити, якщо у вас буде трохи часу. Є повідомлення про деякі швидкоплинні події на Місяці поблизу кратера Аристарх.Астрономи в Бохумі (Західна Німеччина) спостерігали яскраве світіння на поверхні Місяця — те саме моторошне світіння, яке протягом століть цікавило спостерігачів за Місяцем. Звіт було передано до Г'юстона, а звідти астронавтам. Майже миттєво Майкл Коллінз доповів:Гей, Г'юстоне, я зараз дивлюся на північ, у бік Аристарха, і там є територія, освітлена значно сильніше, ніж околиці. Це щось схоже на слабку флуоресценцію[57].

### 1971—1980 роки
- Під час місії «Аполлон-17» у грудні 1972 року пілот місячного модуля Гаррісон Шмітт спостерігав яскраве явище, схоже на спалах, на північ від кратера Грімальді, перебуваючи на орбіті навколо Місяця (1-й оберт, 21:11:09 GMT, 10 грудня 1972 року)[58].
- Перебуваючи на орбіті, пілот командного модуля Роналд Еванс з «Аполлона-17» помітив світловий спалах на схід від Східного Моря (14-й оберт, 22:28:27 GMT, 11 грудня 1972 року)[58].
- У вересні 1973 року голландський автор книг про таємничі явища Ганс ван Кампен (Hans van Kampen) і його друг Ван Кліф (Van Cleef) спостерігали біля кратера Лінней[en] яскраву світлу точку, яку було видно майже дві хвилини[59].

### 1981—1990 роки
- 27 грудня 1982 року британський спостерігач Місяця Гарольд Гілл (Harold Hill) помітив відсутність маленького кратера (Несміт А) на дні кратера кратера Несміт. Подібне явище помітив також П. Уейд (P. Wade) 8 грудня 1981 р.[60]
- 1 січня 1983 року Гарольд Гілл помітив незвичайну яскраву появу маленького кратера Фурнерій А поблизу яскраво вираженого кратера Фурнерій[en] на вечірньому термінаторі[61].
- 29 січня 1983 року кілька членів Британської астрономічної асоціації[en] (BAA) спостерігали аномальну яскравість і пурпурове забарвлення чашоподібного кратера Торрічеллі B на північ — північний схід від грушоподібного кратера Торрічеллі в Затоці Суворості[62].
- 29 жовтня 1983 року Гарольд Гілл спостерігав аномальну яскравість на пагорбі на північ від кратера Кірх[en][63].
- 28 грудня 1985 року Гарольд Гілл спостерігав надзвичайне сяйво в середині східної внутрішньої стіни кратера Переск[en][61].
- 1 квітня 1988 року Гарольд Гілл помітив рожеві ділянки, що облямували північний край лавового покриву біля кратера Ліхтенберг[en] в Океані Бур[17]. Див. також спостереження Медлера між 1830 і 1840 роками, Баксрофта у 1940 році та Баума у 1951 році.

### 1991—2000 роки
- У 1992 році Одуен Дольфюс із Паризької обсерваторії повідомив про аномалії на дні кратера Лангрен. Він спостерігав їх за допомогою однометрового (3,2-футового) телескопа. У ніч на 29 грудня 1992 року нічого особливого не спостерігалося, але наступної ночі було зареєстровано незвично високе альбедо та поляризаційні явища, які не щезали протягом шести хвилин збору даних[64]. Спостереження через три дні показали подібну, але менш виразну аномалію в тому ж районі. Стверджувалося, що амплітуда спостережень не узгоджується із дзеркальним відбиттям сонячного світла. Згідно з найвірогіднішою гіпотезою, ці явища були наслідком розсіювання світла хмарами повітряних частинок, які утворилися в результаті викиду газів. Можливим джерелом цих газів вважається потріскане дно кратера[65].

### Спостереження з невідомими датами
- Йоганн Єронім Шрьотер[de] одного разу на короткий час побачив на темній стороні поблизу кратерів Агріппа та Годен[en], маленьку цятку світла[66].
- Дж. Адамс (J. Adams) повідомляв про два спостереження незадовго до сходу сонця, коли внутрішня частина огородженої рівнини кратера Платон була заповнена тінню, що два світлові промені перетнули дві третини дна кратера від західної стіни, нагадуючи промені прожектора; вони були паралельні й чіткі, і здавалося, що вони проходять крізь легку пару, яка лежить на поверхні[67].
- Гарольд Гілл:Кілька спостерігачів у минулому стверджували, що внутрішні схили формації Янг мають зеленуватий, майже напівпрозорий відтінок або блиск, коли їх видно на вечірньому термінаторі[68].
- Патрік Мур:На дні кратера Фракасторо[en] є темна смуга злегка червонуватого відтінку, яку можна виявити за допомогою пристрою Moon-Blink[69].
- Американський астроном-любитель Девід Баркрофт (David Barcroft, 1897—1974) бачив кратер Тимохаріс[en], «заповнений парою та дуже нечіткий біля повного місяця»[38].
- Іспанський астроном Хосе Комас Сола одного разу побачив кратер Рейнер[en] «як білу пляму, хоча він мав бути чітко визначеною»[38].
- Томас Вебб рекомендував кратер Чікус[en] (у східній частині моря Болото Епідемій) для подальшого детального вивчення. У Чікусі невеликий кратер, здавалося, збільшився порівняно з попередніми зображеннями Шрьотера та Медлера[70].

## Пояснення
Пояснення швидкоплинних місячних явищ поділяються на чотири класи:
- дегазація
- ударні явища
- електростатичні явища
- несприятливі умови спостереження.

### Дегазація
Деякі ШМЯ можуть пояснюватися виділенням газів із підземних порожнин. Вважається, що такі дегазайційні явища мають характерний червонуватий відтінок, тоді як інші виглядають як білі хмари або невиразний туман. Більшість ШМЯ, схоже, пов'язані з тріщинами на дні кратерів, на краях місячних морів або в інших місцях, які геологи пов'язують із вулканічною діяльністю. Оскільки такі місця є однією з найпоширеніших об'єктів спостережень, ця кореляція може бути наслідком системної помилки спостережень.
На підтримку гіпотези виділення газів дані спектрометра альфа-частинок Lunar Prospector вказують на нещодавнє виділення радону на поверхню. Зокрема, результати показують, що газ радон виділявся з околиць кратерів Аристарх і Кеплер під час цієї дворічної місії. Ці спостереження можна пояснити повільною та візуально непомітною дифузією газу до поверхні або дискретними вибуховими явищами. На підтримку вибухового виділення газів було запропоновано, що область місячної поверхні діаметром приблизно 3-кілометрова була «нещодавно» змінена подією викиду газу. Вважається, що вік цього об'єкта становить близько 1 млн років, а це свідчить про те, що такі великі явища трапляються нечасто.

### Події, пов'язані з падінням тіл
Удари внаслідок падіння тіл — типове явище на поверхні Місяця. Найчастіше удари є наслідком падіння мікрометеоритів, особливо під час метеорних дощів. Спалахи від ударів під час таких подій неодноразово фіксувалися під час кількох одночасних спостережень з Землі. Таблиці зіткнень, зафіксованих відеокамерами, існують з 2005 року; багато з яких пов'язані з метеоритними дощами.
Крім того, ударні хмари були виявлені після падіння космічного корабля SMART-1 Європейського космічного агентства (ESA), індійського зонда Moon Impact Probe та місії LCROSS НАСА.
Результатом падіння тіл стають видимі сліди на поверхні Місяця, і це можна виявити, аналізуючи фотографії до та після удару з досить високою роздільною здатністю. Жодних ударних кратерів, що утворилися між місіями «Клементина» (загальна роздільна здатність 100 метрів, окремі області 7—20 метрів) і SMART-1 (роздільна здатність 50 метрів), виявлено не було.

### Електростатичні явища

Вісім окремих кадрів із відео місячного кратера Клавій, які демонструють вплив земної атмосфери на астрономічні зображення.

Висувалися припущення, що деякі швидкоплинні місячні явища можна пояснити ефектами, пов'язаними з електростатичними зарядами або розрядами.
Однією з їх причин також може бути те, що електродинамічні ефекти, пов'язані з руйнуванням приповерхневих матеріалів, заряджають будь-які присутні поруч гази, як-от частинки, вибиті з поверхні сонячним вітром, або радіогенні продукти розпаду. Якщо такі процеси відбуваються на поверхні, подальший викид цього газу міг би спричинити явища, видимі із Землі.
Крім того, висувалися припущення, що трибоелектричний заряд частинок у хмарі пилу, що переноситься газом, може супроводжуватися електростатичними розрядами, видимих із Землі. Нарешті, електростатична левітація пилу поблизу термінатора потенційно здатна зумовити певну форму явища, видимого із Землі.

### Несприятливі умови спостереження
Цілком можливо, що багато тимчасових явищ пов'язані не із Місяцем, а натомість є результатом несприятливих умов спостереження або явищ, пов'язаних із Землею. Наприклад, деякі зареєстровані швидкоплинні явища стосуються об'єктів, видимих на межі роздільної здатності використовуваних телескопів. Атмосфера Землі здатна спричинити помітні тимчасові спотворення, які можна сплутати з реальними місячними явищами (цей ефект називають астрономічна видимість).
Крім того, швидкоплинні місячні можуть насправді пояснюватися прольотами супутників або метеорів в атмосфері Землі, або просто помилками спостережень.

## Обговорення статусу швидкоплинних місячних явищ
Найважливішою проблемою, характерною для повідомлень про швидкоплинні місячні явища, є те, що переважну більшість із них фіксував один-єдиний спостерігач, або їх бачили лише з одного місця на Землі (або і те і те).
Безліч повідомлень про швидкоплинні явища, які відбуваються в одному місці на Місяці, можна подати як докази їх існування. Однак, за відсутності свідчень про ту саму подію від кількох різних очевидців з кількох різних місць на Землі, до них слід ставитися з обережністю.
Як зазначалося вище, цілком правдоподібною гіпотезою, яка пояснює деякі з цих подій, є вплив земної атмосфери. Якби подію спостерігали у двох різних місцях Землі одночасно, цей факт міг би слугувати контрдоказом атмосферного походження.
Одну зі спроб подолати вищезгадані проблеми з повідомленнями про швидкоплинні місячні явища здійснила мережа астрономів-аматорів під час місії «Клементина». Було зареєстровано кілька подій, чотири з яких були сфотографовані космічним апаратом до і після місії. Однак ретельний аналіз цих зображень не виявив помітних відмінностей на цих ділянках. Це не обов'язково вказує на те, що ці повідомлення стали результатом помилки спостереження, адже цілком можливо, що події газовиділення на поверхні Місяця можуть не залишати видимих слідів. Утім, це також не свідчить на користь того, що швидкоплинні місячні явища, які спостерігалися, були справжніми.
Нині спостереження за Місяцем обробляють Асоціація спостерігачів за Місяцем і планетами та Британська астрономічна асоціація. Ці організації фіксують повторні спостереження місць, де раніше спостерігалися швидкоплинні місячні явища. Задокументувавши появу цих особливостей за тих самих умов освітлення й лібрації, можна робити висновки про те, чи були ці звіти наслідком неправильного тлумачення того, що спостерігач вважав аномальним. Крім того, за допомогою цифрових зображень можна моделювати спектральну атмосферну дисперсію, розмитість астрономічного зображення та розсіювання світла земною атмосферою, і визначити, чи можна пояснити цими явищами деякі з оригінальних звітів про ШМЯ.